# Hans Loritz
Hans Loritz   (Augsburg, 21 de desembre de 1895 - Neumünster, 31 de gener de 1946) va ser un oficial de les Schutzstaffel (SS) alemanyes i comandant de diversos camps de concentració nazis a Alemanya i a l'Europa ocupada pels nazis.
Nazi fanàtic, conegut per la seva brutalitat i corrupció, constitueix, com Karl Otto Koch, el model de les SS destinades als camps de concentració durant la major part de la seva carrera. Es va suïcidar en captivitat després de la guerra.

## Biografia

### Joventut i Primera Guerra Mundial
Fill d'un agent de policia, Loritz va completar un aprenentatge de fleca després de l'escola primària. Després va viatjar per treballar a Innsbruck, Viena, Budapest i Berlín. Quan va esclatar la Primera Guerra Mundial a finals d'estiu de 1914, Loritz es va oferir voluntari a l'exèrcit de Baviera, que es va integrar a l'exèrcit alemany el 1870. Va ser destinat al 3r Regiment d'Infanteria Prinz Karl von Bayern.
Loritz va ser ferit diverses vegades al front occidental, sobretot a Flandes, inclòs va ser gasejat, les conseqüències del qual l'obstaculitzarà durant la resta de la seva vida. Va ser ascendit a sergent el 1917 i traslladat a la Luftstreitkräfte com a metrallador embarcat. El seu avió va ser abatut a França el juliol de 1918. Loritz va ser greument ferit i capturat. Destinat a un camp de treball a la riba Somme, no va ser alliberat fins al setembre de 1920. Es va incorporar on treballava seu pare, a la policia d'Augsburg, on va ser contractat com a motociclista.
Casat el 1922 i pare d'un fill, Loritz es va divorciar el 1935 i es va tornar a casar el 1936. Va tenir un altre fill d'aquesta segona unió.

### Nacionalsocialisme
Loritz va exercir les seves funcions policials amb arrogància. Un incident va ocórrer a la tardor de 1927 quan un dels seus amics va ser processat per un atropellament. Loritz va assetjar la víctima per obtenir un fals testimoni. Va haver de deixar la policia l'any 1928. La ciutat d'Augsburg li va oferir una feina com a recaptador de fons a la fàbrica municipal de gas.
Considerat un veterà, Loritz es va unir a les Schutzstaffel (SS) (membre 4.165) i al Partit Nazi (membres 298.668) el 1930.
Va dirigir la SS Standarte d'Augsburg i ràpidament es va convertir en el seu líder.

### Als camps de concentració

#### Primer contacte a Dachau
A finals de 1933, Himmler va nomenar Loritz com a cap del comitè d'ajuda mútua de les SS (Hilfswerk), una organització amb seu a Dachau, destinada a donar suport als membres de les SS que havien fugit d'Àustria, on acabava de prohibir les Schutzstaffel. En realitat, va ser un càstig per una baralla amb un oficial superior a la manifestació de Nuremberg el 1933.
Loritz es va familiaritzar amb el camp de concentració i va conèixer el seu comandant, Theodor Eicke. Tots dos homes són veterans, antics policies, i tots dos estan impulsats per una ambició ferotge. No van trigar a arribar a un acord i a principis de febrer de 1934, Loritz va escriure a Himmler per demanar-li el seu trasllat al camp de Dachau, per tal de servir sota el comandament d'Eicke.

#### Comandant a Esterwegen
L'any 1934, Himmler va voler consolidar la seva posició als camps de concentració deixant de banda les Sturmabteilung (SA), com va fer a Dachau. Va nomenar Eicke inspector dels camps de concentració i cap de les SS-Totenkopfverbände (Inspekteur des Konzentrationslager und Führer des SS Totenkopfverbände) i, en comptes de nomenar Loritz a Dachau, el 9 de juliol de 1934 el va nomenar comandant del camp d'Esterwegen. Theodor Eicke va lloar ràpidament la feina de Loritz, acreditant-li que va transformar una formació de guàrdies poc fiables en professionals fidels i una institució caòtica en un model d'ordre i control. De fet, Esterwegen va patir un ràpid augment de la violència i la repressió sota les ordres de Loritz; només durant el període de març a maig de 1935 van ser assassinats cinc presoners.

#### Comandant a Dachau

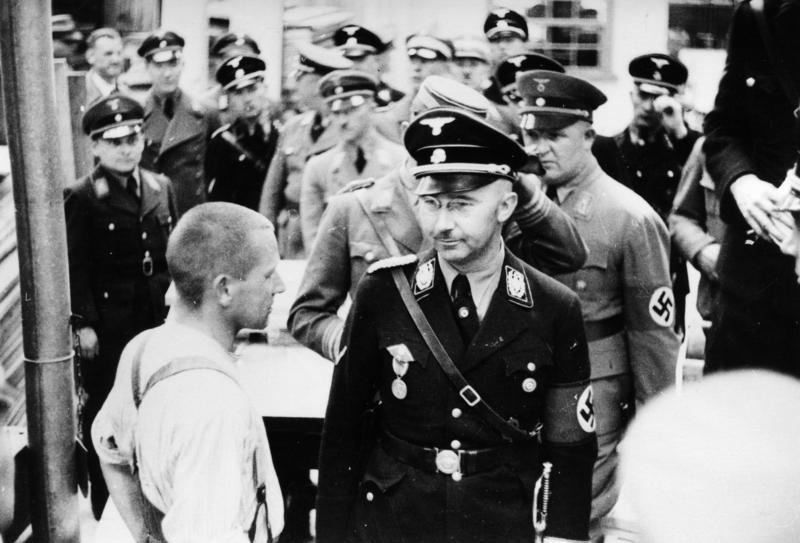
Himmler a Dachau, maig de 1936

Per recompensar-lo pel seu treball a Esterwegen, Himmler va ascendir a Loritz al rang d'Oberführer i el va nomenar Comandant de Dachau l'abril de 1936 per substituir Heinrich Deubel. Loritz va ser el primer comandant de Dachau amb experiència en un altre camp de concentració. Tan bon punt va arribar a Dachau, va acomiadar els oficials de les SS que havien estat reclutats pel seu predecessor i els va substituir pels seus guàrdies fidels.
Loritz considera que els seus predecessors van mostrar laxitud. Va escriure a Eicke que el comandament de Deubel havia estat mandrós. Proclama que se sentiria avergonyit de ser estimat pels seus enemics, i que no li sorprèn que els presoners hagin renunciat a escapar d'un entorn tan amigable.
Loritz és un nazi convençut, creu realment en els perills que presenten els enemics del règim, jueus i comunistes en primer lloc. Està enfadat de veure que alguns dels seus subordinats estan més preocupats per la propaganda sobre atrocitats que pel control dels presoners. La debilitat de Deubel i dels seus predecessors no deixa de ser criticada. «Gairebé sempre», escriu amb consternació Jakob Weiseborn, cap del camp de presó preventiva, «els presoners alliberats diuen que els van tractar bé a Dachau i que no els importaria tornar-hi». Per a Loritz, les coses han de canviar. El supervivent Karl Ludwig Schecher descriu Loritz com un home amb una fesomia poderosa, un rostre brutal i unes maneres crues. A la seva arribada a Dachau, Loritz es va presentar formalment als presoners d'una manera teatral i wagneriana segons Schecher. Com a avís, set presoners van rebre vint-i-cinc fuetades al mateix lloc. Els caps del Block no triguen gaire a treballar «dins la direcció» del comandant, discutint la millor manera d'administrar les fuetades. Es va tancar l'escola del campament, símbol de la degradació permissiva del règim de Deubel. Es reforça la normativa del tabac, així com la inspecció de barracons. Tot el pèl facial està prohibit. I, segons Schercher, fins i tot el menjar es torna més limitat i escàs.

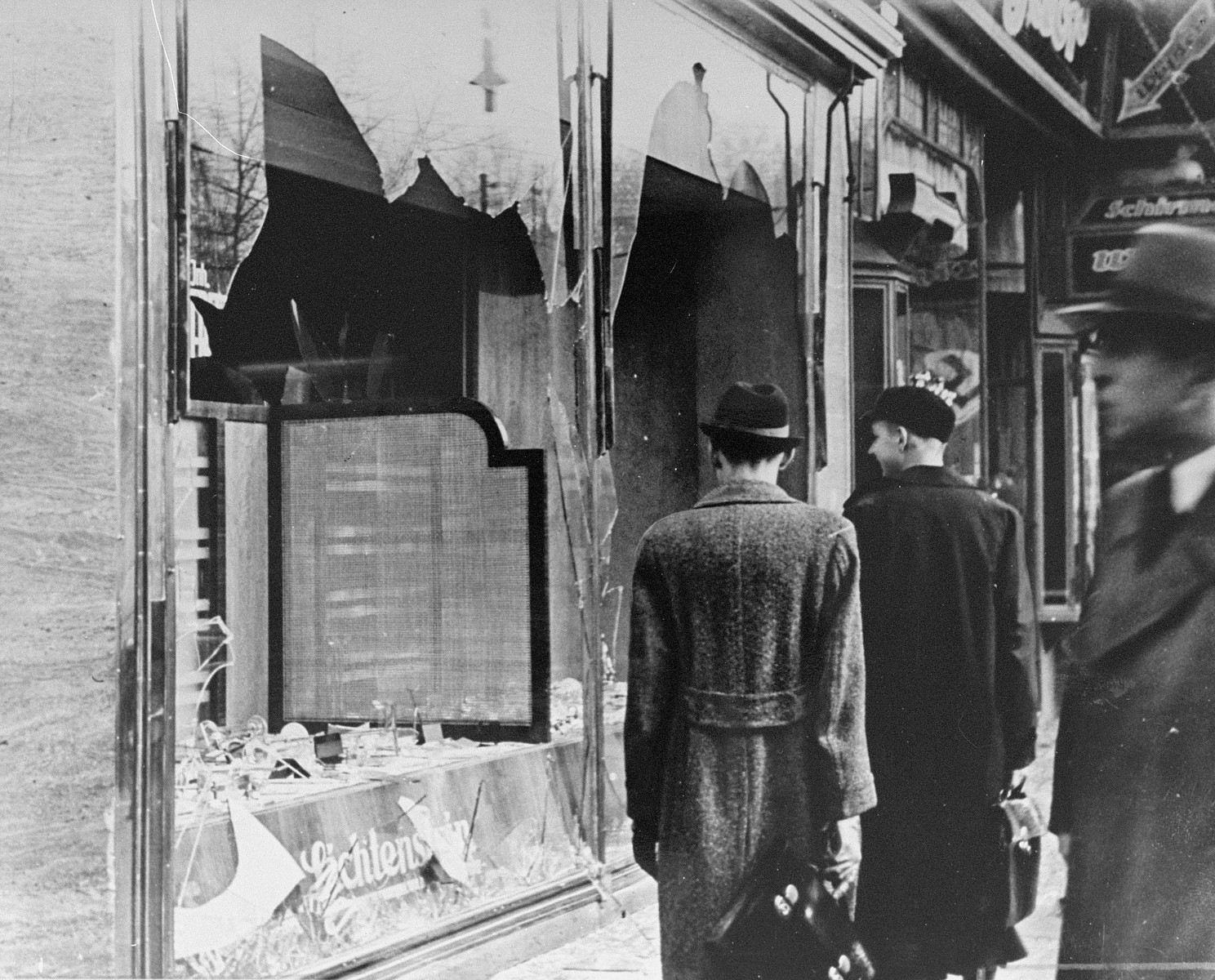
Una botiga jueva saquejada durant la Kristallnacht, novembre de 1938

Quan Loritz va prendre possessió, hi havia 1.712 presoners a Dachau. Aquest nombre pràcticament es va duplicar després de l'Anschluss i l'annexió dels Sudets el 1938. Aquest nombre va augmentar encara més després de les detencions massives d'«asocials», «criminals professionals» i jueus el 1937-1938. A més, 10.000 jueus van ser detinguts temporalment a Dachau després de la Kristallnacht el 9 de novembre i el 10 de novembre de 1938. A mesura que augmentava el nombre de detinguts, les condicions de detenció es van deteriorar a l'arribada de Loritz. Els presoners són turmentats amb un treball terrible per ampliar la superfície del camp. Loritz dona als seus guàrdies ordres explícites de castigar i torturar els jueus en particular.
Eicke veu en Loritz un líder de les SS fort i carismàtic, que comparteix els seus valors. Si bé es va desfer de més de la meitat dels comandants titulars dels camps durant la fase de consolidació del sistema de camps de concentració a partir de 1936, Loritz va quedar en el càrrec fins al 1939. Eicke fins i tot li va demanar diverses vegades que avalués la competència dels candidats a camps de concentració. Els candidats s'envien a Dachau per a un període de prova.

#### Violència a Dachau

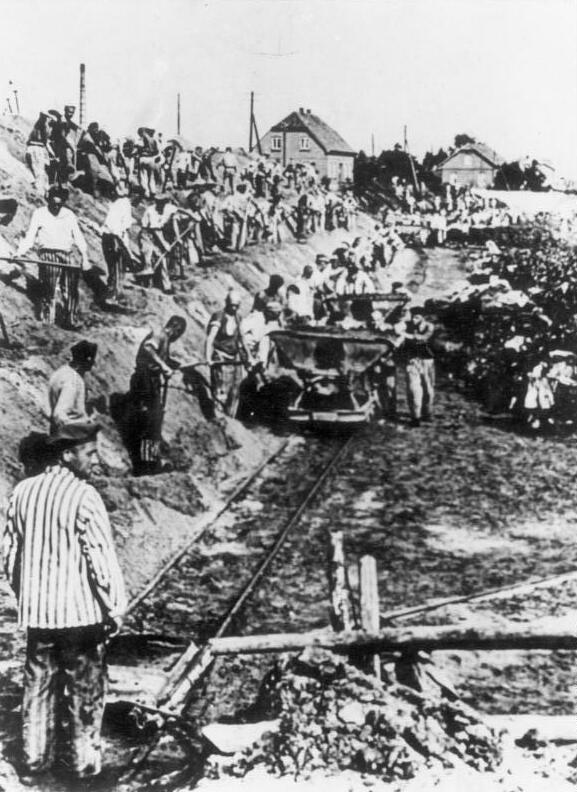
Kommando de treballs forçats, Sachsenhausen

No obstant això, la violència deliberada i constant acabaria costant a Loritz la seva posició a Dachau. Loritz va ser acomiadat l'1 de juliol de 1939 a causa de la seva brutalitat. Després va ser traslladat al comandament d'una secció de les SS a Graz.
Com a cap de les SS d'Augsburg durant la República de Weimar, Loritz no va dubtar mai a utilitzar la violència contra els seus adversaris. Més tard, a la primavera de 1933, els seus esquadrons de les SS van caçar opositors polítics i van dur a terme detencions massives. A Suàbia, Loritz també va ajudar a organitzar el boicot als negocis jueus l'abril de 1933, amb motiu de la primera manifestació antijueva del NSDAP a nivell nacional.
Loritz va tractar els seus subordinats amb duresa i va sotmetre els presoners a una disciplina excessiva. També semblava gaudir de la més petita infracció de les normes, que li servia de pretext per cometre actes de la més gran violència, arribant a colpejar la gent a l'atzar amb puntades de peu i cops de puny.
Segons el supervivent Karl Ludwig Schecher, Loritz va introduir una nova variació en el càstig corporal a la seva arribada a Dachau; es requeria una pausa cada dos cops. Això allarga el temps del càstig i augmenta terriblement el patiment de la víctima.
Així, en marcat contrast amb els seus predecessors, Loritz també sembla tenir una aproximació pràctica a la violència, en el marc de la demostració pública d'una imatge molt elaborada d'home d'acció dur i fanàtic. Es tracta menys d'impulsos psicòtics i més d'accions deliberades amb un propòsit polític. Un detingut supervivent subratlla: «A nosaltres, els presos, ens va aparèixer com un ésser brutal i sense educació, que es va precipitar amb la seva moto a l'altre extrem del camp com un tornado, anant aquí i allà abans de tornar a desaparèixer. Una vegada el vam veure trepitjar un presoner gairebé fins a la mort i, encara eixugant-se la sang de les botes, xiulava i acariciava el seu estimat gos».

#### Comandant a Sachsenhausen
L'1 d'abril de 1940, Himmler va enviar Loritz a Sachsenhausen per substituir Walter Eisfeld, després d'una inspecció durant la qual va constatar l'estat d'indisciplina dels guàrdies. Loritz no es va relaxar i, una vegada més, la violència i el terror van caure sobre els reclusos, mentre enduria la disciplina dels guàrdies. A més, l'esclat de la Segona Guerra Mundial va marcar una nova radicalització del terror nazi als camps. Loritz és responsable de l'execució sistemàtica dels opositors polítics i de l'assassinat de presos considerats incapaços de treballar. Quan es va iniciar la guerra d'aniquilació contra la Unió Soviètica el juny de 1941, Loritz va accelerar els afusellaments massius de prop de 10.000 presoners de guerra soviètics. Aquests eren considerats comissaris polítics, funcionaris del Partit Comunista, intel·lectuals soviètics-russos, jueus o agitadors comunistes.

### Desgràcia i suïcidi

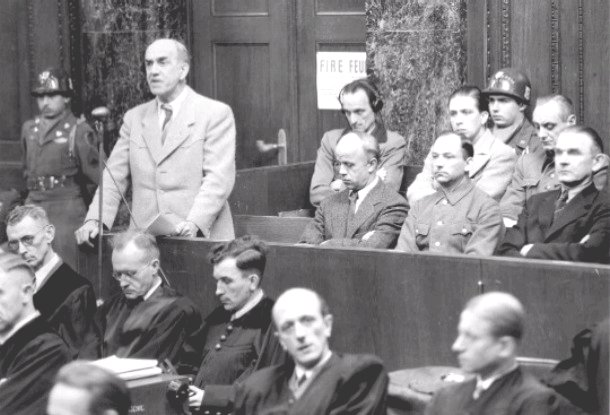
Oswald Pohl, cap de l'Oficina Central Econòmica i Administrativa de les SS, durant el seu judici el 1947

Brutal, de vegades francament sàdic, fanàticament lligat a la doctrina nazi, Loritz també és un lladre amb una cobdícia sense fons. L'any 1938, poc després de l'annexió d'Àustria, Loritz va comprar uns terrenys a la vora del llac Wolfgangsee prop de Salzburg, al poble de Sankt Gilgen, amb la intenció de construir una nova casa de luxe. Loritz va donar feina a un petit contingent de presoners, principalment testimonis de Jehovà, que són enviats allà com a treballadors i allotjats de nit a la presó de la ciutat. La majoria dels materials també provenen del complex de Dachau. Un cop acabada la vil·la, els Blockführer (caps de bloc) escollits a mà estaven convidats a passar les seves vacances a Sankt Gilgen.
Mentre estava a Sachsenhausen, Loritz es va fer conegut per la seva cobdícia i corrupció, el robatori i el suborn van continuar. Parlem de les «fàbriques Loritz» per designar el local en què treballaven més de sis-cents reclusos per a ell, fent mobles, peces de ferreteria, canoes, etc. El «Kommando Loritz» s'encarregava de classificar les restes de les víctimes: la roba, l'or, les joies s'envasen i es carreguen en camions que les transportaven a una residència de Loritz o a la d'un dels seus còmplices de les SS per cobrir diversions.
La llarga carrera de Loritz als camps de concentració es va veure minada per les sospites de corrupció, revelades de manera espectacular l'estiu de 1942, quan Himmler va descobrir proves d'una enorme malversació de fons comesa mentre Loritz era al càrrec a Dachau. Això és un secret a veus a les SS. Contràriament a les nombroses homilies de Himmler sobre l'autosacrifici i l'austeritat de la forma de vida de les SS, hi havia una corrupció desenfrenada als camps de concentració.
El 1942, Oswald Pohl, cap de l'Oficina Central d'Economia i Administració de les SS (Wirtschafts-Verwaltungshauptamt o WVHA) va modificar la seva política de personal per poder substituir aquells que, com Loritz o Koch, no explotaven el treball dels presoners per al benefici exclusiu de la indústria armamentística. Loritz és acusat d'haver posat en perill els interessos econòmics de les mateixes SS. Loritz es va defensar al·legant que els seus projectes (que incloïen un port per a vaixells petits, una bolera i un parc de lleure) estaven destinats a l'entreteniment dels seus subordinats de les SS. Però no convenç ningú.
Sembla que Himmler va decidir fer un exemple de Loritz en un moment delicat de la guerra en què l'opinió pública estava cada cop més preocupada pels privilegis de què gaudien els dignataris del règim. A finals d'agost de 1942, a proposta de Pohl, Loritz va ser rellevat del seu lloc de comandament i enviat a Noruega com a càstig per utilitzar la mà d'obra del camp per a beneficis personals sense autorització. Tanmateix, no va ser exclòs de les SS: havia de supervisar l'establiment d'un grup de camps de treballs forçats a Noruega.
Loritz va fugir a Suècia l'abril de 1945 amb papers falsos. Després de la seva detenció, va ser traslladat a Alemanya i identificat, sobretot pel seu paper en la massacre de presoners de guerra soviètics a Sachsenhausen. Mentre els britànics consideraven lliurar-lo a les forces d'ocupació soviètiques, es va suïcidar el 31 de gener de 1946.

## Graus assolits
| Graus de Loritz        | Graus de Loritz                         |
| Data                   | Rang                                    |
| ---------------------- | --------------------------------------- |
| 15 de novembre de 1931 | SS-Untersturmführer (Sergent de 2a)     |
| 11 d'abril de 1932     | SS-Hauptsturmführer (Sotstinent)        |
| 23 d'agost de 1932     | SS-Sturmbannführer (Major)              |
| 15 de juliol de 1933   | SS-Obersturmbannführer (Tinent coronel) |
| 22 de març de 1934     | SS-Standartenführer (Coronel)           |
| 15 de setembre de 1935 | SS-Oberführer (General)                 |